# Ebru Timtik
Ebru Timtik (ur. 1978, zm. 27 sierpnia 2020 w Stambule) – kurdyjsko-turecka prawniczka, która zmarła po 238 dniach strajku głodowego, w czasie którego domagała się uczciwego procesu.

## Biografia
Ebru Timtik była w grupie 18 prawników reprezentujących klientów krytycznych wobec tureckiego rządu, których aresztowano we wrześniu 2017 roku. W marcu 2019 roku turecki sąd uznał prawników za winnych członkostwa lub stowarzyszenia z nielegalną organizacją – Rewolucyjną Partią i Frontem Wyzwolenia i skazał na kary długoletniego więzienia. Ebru Timtik została skazana na 13,5 roku więzienia. Timtik złożyła odwołanie, gdy to nie przyniosło skutku, podjęła decyzję o strajku głodowym. Rozpoczynając go 2 stycznia 2020 roku. 30 lipca Ebru Timtik i Aytaç Unsal (prawnik skazany na 10,5 roku więzienia, który rozpoczął strajk głodowy miesiąc po Timtik) trafili do szpitali w Stambule. Ebru Timtik zmarła 27 sierpnia, ważąc 30 kilogramów. Jej pogrzeb odbył się 30 sierpnia. Ebru Timtik jest czwartym tureckim więźniem w tym roku, który zmarł w wyniku podjęcia strajku głodowego. Pozostali zmarli to: Helin Bölek i Ibrahim Gökçek (członkowie zespołu muzycznego Grup Yorum) oraz Mustafa Koçak.